# Tau Tau

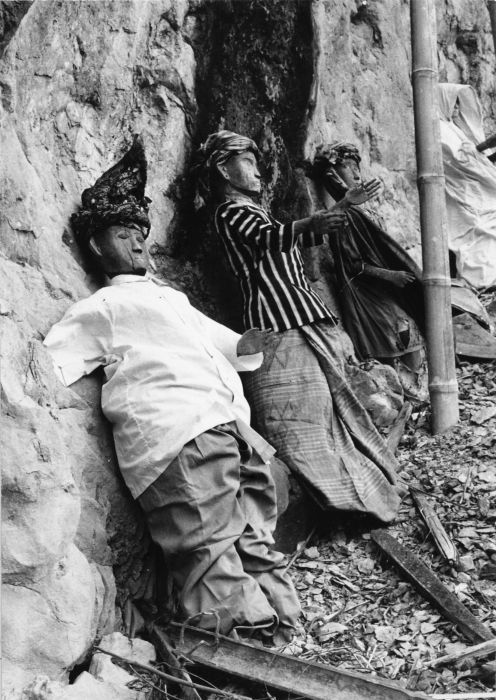
Tau Tau-Figuren

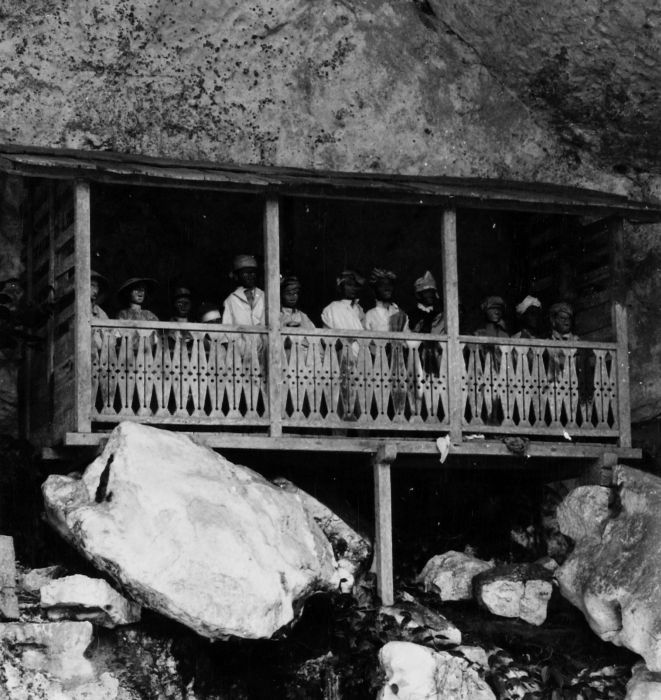
Tau Tau-Familiengalerie

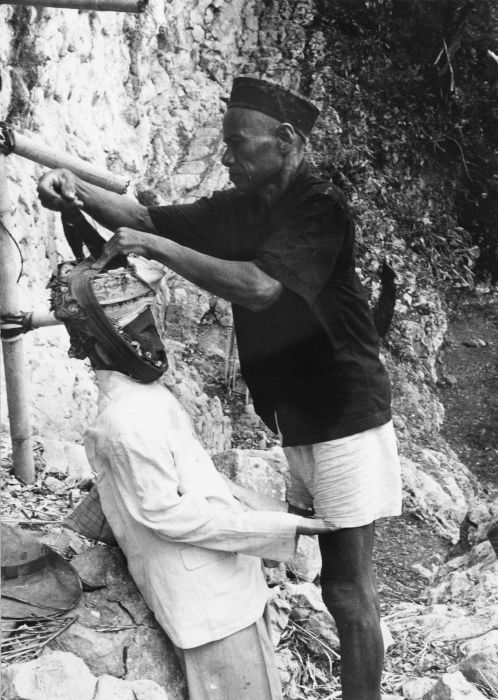
Tau Tau eines Adeligen von Sangalla bei der Einkleidung, 1972

Tau Tau sind geschnitzte Holzfiguren, die beim Volk der Toraja im Hochland Tanah Toraja auf der Insel Sulawesi, Indonesien verbreitet sind.
Das Wort tau ist ein Toraja-Wort für Mensch und Tau Tau Bedeutung Menschen oder Statue.
Diese Figuren werden von Holzschnitzern nach dem Abbild eines Verstorbenen geschnitzt. Während früher Tau-Taus sehr einfach geschnitzt waren und nur das Geschlecht des Verstorbenen zeigten, zeigen die Holzfiguren heute realistische Gesichtszüge des Verstorbenen und erhalten Kleidung. Die Angehörigen des Verstorbenen geben heute dem Holzschnitzer ein Bild des Verstorbenen und dieser fertigt dann die Holzfigur an.  Sie werden vor den Gräbern von Verstorbenen aufgestellt.
Die ersten Tau Taus sind vermutlich im 19. Jahrhundert entstanden. Tau-Taus lassen nur Angehörige der Adelsschicht der Toraja anfertigen, sie reflektieren ihren Status und Wohlstand. Der Tau Tau repräsentiert den Verstorbenen, er wacht über die Gräber und beschützt die Lebenden. Da die Torajas glauben, dass die Toten ihren Besitz mit ins Jenseits nehmen können, sind die Tau Taus in der Regel mit kleinen Besitztümer ausgestattet. In den frühen 1900er Jahren, mit der Ankunft der holländischen christlichen Missionare in Toraja, wurde die Produktion von Tau Tau etwas gedämpft. Auf der Synode der Toraja-Kirche in Palopo von 1985 wurde diskutiert, ob protestantische Torajas Tau Taus zu ihren Beerdigungen bekommen durften.
Der Beruf der Tau-Tau-Fertigung darf nur von bestimmten Menschen ausgeübt werden, die dieses Recht auf ihre Kinder vererben. Während früher die Tau-Tau-Hersteller Abhängige eines Adeligen waren und für ihre Dienste in der Regel mit einem Büffel belohnt wurden, sind die Hersteller heute frei und verlangen oft die mehrfache Zahl an Büffeln.
in
Die Holzarten, die für Tau Taus verwendet werden und was sie eingekleidet werden, spiegelt ebenfalls den Status und Reichtum des Verstorbenen wider. Die Tau Taus der Wohlhabenden werden in der Regel aus dem Holz des Jackfrucht-Baums hergestellt. Es ist dauerhaft und diese Statuen können am Eingang der Grabkammern gefunden werden. Ihre Position in Bezug auf die anderen Tau Taus in der Felswand entspricht dem Status des Verstorbenen. Die weniger wohlhabenden Eliten lassen ihre Tau Tau aus Bambus fertigen, am Ende der Beerdigung wird ihnen die Kleidung ausgezogen, so dass nur die Bambusfigur auf dem Platz des Rituals zurückbleibt. Es gibt auch regionale Unterschiede in der Art der verwendeten Tau Taus.
In den 1980er Jahren wurden viele Tau-Tau-Figuren gestohlen und auf Antikmärkten und an Museen verkauft. Bei mehreren Gelegenheiten wurde ein gestohlener Tau Tau in einer Ausstellung gezeigt, zum Beispiel im Brooklyn Museum im Jahr 1981 und in der Arnold Herstand Gallery in New York im Jahr 1984. Sie wurden 1991 sogar beim Smithsonian Institut gefunden. In Reaktion auf diese Plünderung ihrer Vorfahren, verstecken die Torajas ihre Tau Taus an verschiedenen geheimen Orten. Sie haben auch Metallzäune rund um ihre Grabhöhlen angelegt, um die Tau Taus zu schützen.